# Antocianina 5-aromatico aciltransferasi
La Antocianina 5-aromatico aciltransferasi è un enzima appartenente alla classe delle transferasi, che catalizza la seguente reazione:
idrossicinnamoil-CoA + antocianidin-3,5-diglucoside ⇄ CoA + antocianidina 3-glucoside-5-idrossicinnamoilglucoside
L'enzima trasferisce il gruppo idrossicinnamoile solo al glucoside C-5 dell'antocianina. Il malonil-CoA non può agire come donatore.